# رنا (اسم)
رنا (باللغة البنجابية رانا) هو اسم علم شخصي مؤنث عربي ،معناه الجميلة، وهو أيضاً اسم يطلق على نوع من الغزلان.

## الشخصيات
- رنا صدام حسين ابنة الرئيس العراقي السابق صدام حسين
- رنا نجم إعلامية لبنانية
- رنا شميس ممثلة سورية
- رنا أبيض ممثلة سورية
- رنا جمول ممثلة سورية
- رنا الرفاعي ممثلة لبنانية
- رنا كرم ممثلة سورية
- رنا أبو غالي ممثلة أردنية
- رنا التونسي شاعرة مصرية
- رنا رسلان ملكة جمال إسرائيلية فلسطينية
- رنا سماحة مطربة مصرية